# 9-й смешанный авиационный корпус (1-го формирования)
9-й смешанный авиационный Одесский корпус (9-й сак) — соединение Военно-Воздушных сил (ВВС) Вооруженных Сил РККА, принимавшее участие в боевых действиях Великой Отечественной войны.

## Наименования корпуса

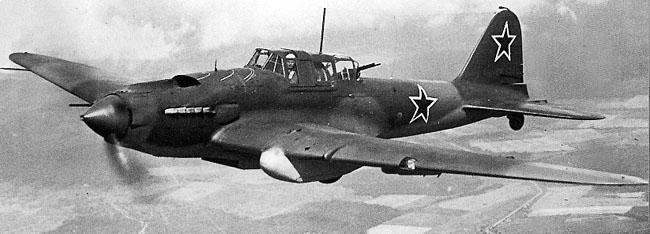
Самолет корпуса Ил-2

- 9-й смешанный авиационный корпус;
- 9-й смешанный авиационный Одесский корпус;
- 10-й штурмовой авиационный Одесский корпус;
- 10-й штурмовой авиационный Одесско-Венский корпус.

## Создание корпуса
9-й смешанный авиационный корпус сформирован 15 марта 1943 года решением Государственного комитета обороны

7. Смешанный авиакорпус № 9 сформировать к 1 апреля 1943 г. В состав авиакорпуса включить: 226 штурмовую авиадивизию Ил-2 и 287 истребительную авиадивизию Як-7, выведя их в резерв Ставки из состава 8-й Воздушной армии Южного фронта и вновь сформировать 305 штурмовую авиадивизию Ил-2. Формирование авиакорпуса провести в районе Миллерово. Командиром смешанного авиакорпуса № 9 утвердить полковника Толстикова О. В.— Постановление № ГКО-2880сс от 13 февраля 1943 года.

## Преобразование корпуса
9-й смешанный авиационный Одесский корпус 28 сентября 1944 года преобразован в 10-й штурмовой авиационный Одесский корпус

## В действующей армии
- с 23 марта 1943 года по 1 мая 1943 года[3], всего 40 дней
- с 24 мая 1943 года по 28 сентября 1944 года[3], всего 494 дня

Итого — 534 дня

## Командование корпусом

### Командир корпуса
- полковник Толстиков Олег Викторович[4]. Период нахождения в должности: с 13 февраля 1943 года по 17 марта 1943 года 1944 года
- Генерал-майор авиации Толстиков Олег Викторович[4]. Период нахождения в должности: с 17 марта 1943 года по 2 августа 1944 года
- Генерал-лейтенант авиации Толстиков Олег Викторович[4]. Период нахождения в должности: со 2 августа 1944 года по 28 сентября 1944 года

### Военный комиссар, заместитель командира по политической части
полковник М. Г. Баранов — с 15.2.1943 г.

### Начальник штаба
полковник Еремеев — с 15.2.1943 г.

## В составе объединений
| Объединение                               | Период                  |
| ----------------------------------------- | ----------------------- |
| Резерв верховного главного командования   | 15.03.1943 — 23.03.1943 |
| 17-я воздушная армия Юго-Западный фронт   | 23.03.1943 — 01.05.1943 |
| Резерв верховного главного командования   | 01.05.1943 — 24.05.1943 |
| 17-я воздушная армия Юго-Западный фронт   | 24.05.1943 — 20.10.1943 |
| 17-я воздушная армия 3-й Украинский фронт | 20.10.1943 — 28.09.1944 |

## Соединения, части и отдельные подразделения корпуса

### Боевой состав на 01 апреля 1943 года
- 305-я штурмовая Павлодарская Краснознаменная авиационная дивизия (в составе корпуса с 15 марта 1943 года по 15 июля 1944 года. Убыла полным составом в 14-ю Воздушную армию)[5]
  - 175-й штурмовой авиационный полк
  - 237-й штурмовой авиационный полк
  - 955-й штурмовой авиационный Рижский полк
- 306-я штурмовая авиационная Нижнеднепровская Краснознаменная дивизия (сформирована в составе корпуса)[5]
  - 672-й штурмовой авиационный Галацкий полк
  - 951-й штурмовой авиационный Нижнеднестровский полк
  - 995-й штурмовой авиационный Измаильский полк
- 295-я истребительная авиационная Новомосковская Краснознаменная дивизия (в составе корпуса с 23 марта 1943 г.)[5]
  - 31-й истребительный авиационный Нижнеднестровский полк
  - 116-й истребительный авиационный Измаильский полк
  - 164-й истребительный авиационный Галацкий полк
- 418-я отдельная авиационная эскадрилья связи[3]
- 284-я отдельная рота связи[3]
- 90-й отдельный взвод земного обеспечения самолётовождения[3]
- 30-й отдельный взвод аэрофотослужбы[3]
- 2689-я военно-почтовая станция[3]

### Боевой состав на 01 августа 1944 года
- 136-я штурмовая авиационная дивизия[5]
  - 639-й штурмовой авиационный полк
  - 210-й штурмовой авиационный полк
  - 715-й штурмовой авиационный полк
  - 989-й штурмовой авиационный полк
- 306-я штурмовая авиационная дивизия[5]
  - 672-й штурмовой авиационный полк
  - 951-й штурмовой авиационный полк
  - 995-й штурмовой авиационный полк
- 295-я истребительная авиационная дивизия[5]
  - 31-й истребительный авиационный полк
  - 116-й истребительный авиационный полк
  - 164-й истребительный авиационный полк
- 418-я отдельная авиационная эскадрилья связи[3]
- 284-я отдельная рота связи[3]
- 90-й отдельный взвод земного обеспечения самолётовождения[3]
- 30-й отдельный взвод аэрофотослужбы[3]
- 2689-я военно-почтовая станция[3]

## Участие в операциях и битвах
- Курская оборонительная операция — с 5 июля 1943 года по 12 июля 1943 года.
- Белгородско-Харьковская операция «Румянцев»[4] — с 3 августа 1943 года по 23 августа 1943 года.
- Донбасская операция[4] — с 13 августа 1943 года по 22 сентября 1943 года.
- Запорожская операция[4] — с 10 октября 1943 года по 14 октября 1943 года.
- Днепропетровская операция[4] — с 23 октября 1943 года по 5 ноября 1943 года.
- Никопольско-Криворожская операция[4] — с 30 января 1944 года по 29 февраля 1944 года.
- Березнеговато-Снигиревская операция[4] — с 6 марта 1944 года по 18 марта 1944 года.
- Одесская операция[4] — с 26 марта 1944 года по 14 апреля 1944 года.
- Ясско-Кишиневская операция — с 20 августа 1944 года по 29 августа 1944 года.

## Почётные наименования
- 9-му смешанному авиационному корпусу присвоено почётное наименование «Одесский»[6]
- 295-й истребительной авиационной дивизии за показанные образцы боевой выучки и умение маневрировать в боях за освобождение от немецких захватчиков городов Новомосковск, Синельниково, Лозовая и Павлоград присвоено почётное наименование «Новомосковская»[7]
- 305-й штурмовой авиационной дивизии за показанные образцы боевой выучки и умение маневрировать в боях за освобождение от немецких захватчиков городов Новомосковск, Синельниково, Лозовая и Павлоград присвоено почётное наименование «Павлоградская»[7]
- 306-й Краснознаменной штурмовой авиационной дивизии присвоено почётное наименование «Нижнеднепровская»[8]
- 136-й штурмовой авиационной дивизии присвоено почётное наименование «Нижнеднестровская»[9]
- 31-му истребительному авиационному полку присвоено почётное наименование «Нижнеднестровский»[9]
- 951-му штурмовому авиационному полку присвоено почётное наименование «Нижнеднестровский»[9]
- 116-му истребительному авиационному полку присвоено почётное наименование «Измаильский»[10]
- 955-му штурмовому авиационному полку присвоено почётное наименование «Измаильский»[10]
- 164-му истребительному авиационному полку присвоено почётное наименование «Галацкий»[10]
- 672-му штурмовому авиационному полку присвоено почётное наименование «Галацкий»[10]

## Награды
- 295-я Новомосковская истребительная авиационная дивизия награждена орденом «Боевого Красного Знамени»[11]
- 305-я Павлоградская штурмовая авиационная дивизия награждена орденом «Боевого Красного Знамени»[11]
- 306-я штурмовая авиационная дивизия награждена орденом «Боевого Красного Знамени»[11]

## Благодарности Верховного Главнокомандующего
Воинам корпуса объявлены благодарности Верховного Главнокомандующего:
- За отличие в боях при овладении крупным областным и промышленным центром Украины городом Запорожье – важнейшим транспортным узлом железнодорожных и водных путей и одним из решающих опорных пунктов немцев в нижнем течении Днепра[12].
- За отличие в боях при овладении городом и крупным железнодорожным узлом Апостолово, западнее Никополя, железнодорожной станцией Марганец, восточнее Никополя, занятии более 250 населенных пунктов и выход к нижнему Днепру, недалеко от города Никополь[13].
- За отличие в боях при уничтожении никопольской группировки немцев и овладении штурмом городом Никополь – крупным промышленным центром Украины[14].
- За отличие в боях при овладении штурмом городом Кривой Рог и районом криворожских рудников – крупным промышленным центром Украины и важным опорным пунктом обороны немцев[15].
- За отличие в боях при овладении важным хозяйственно-политическим центром страны, областным городом Украины и первоклассным портом на Черном море Одессой – мощным опорным пунктом обороны немцев, прикрывающим пути к центральным районам Румынии[16].
- За отличие в боях при прорыве обороны противника южнее Бендер и крупных населенных пунктов Каушаны, Чимишлия, Лейпциг, Тарутино[17].